# Saulo Saul Ramos
Saulo Saul Ramos (Lages, 22 de outubro de 1907 — Vassouras, 11 de agosto de 1984) foi um médico e político brasileiro.

## Vida
Filho de Alberto Vidal Ramos e de Ambrosina Vieira Ramos.
Formado em medicina pela Faculdade de Medicina da Universidade do Brasil, em 1933.

## Carreira
Foi deputado à Assembleia Legislativa de Santa Catarina na 1ª legislatura (1947 — 1951).
Foi deputado à Câmara dos Deputados por Santa Catarina na 39ª legislatura (1951 — 1955).
Foi senador de (1954 — 1961).